# T10 (motorväg, Schweiz)
T10 (sedan 2020 Nationalvägen N6M) är en motorväg i Schweiz som går mellan Muri bei Bern och Rüfenacht.